# ریچارد هولت هاتن
ریچارد هولت هاتن (انگلیسی: Richard Holt Hutton; ۲ ژوئن ۱۸۲۶ – ۹ سپتامبر ۱۸۹۷) روزنامه‌نگار ادبی و دینی اهل پادشاهی متحد بریتانیای کبیر و ایرلند بود. او از مدافعان حقوق جانوران بود و مساعی او در این زمینه منجر به قانون ضد جنایت علیه حیوانات در سال ۱۸۷۶ شد.